# 関西国際空港土地保有
関西国際空港土地保有株式会社（かんさいこくさいくうこう とちほゆう かぶしきがいしゃ、英: Kansai International Airport Land Co., Ltd.）は、関西国際空港の用地保有と管理を行う会社である。
その前身は関西国際空港株式会社法に基づき設立された政府指定特殊会社の関西国際空港株式会社（かんさいこくさいくうこう かぶしきがいしゃ、英: Kansai International Airport Co., Ltd.、略称：KIAC）で、1984年（昭和59年）10月1日から2012年（平成24年）6月30日まで関西国際空港の設置及び管理を目的に事業を行っていた。2012年7月1日に会社の分割を行い、以後は関西国際空港の用地を保有し管理することを業務とする会社として「関西国際空港土地保有」に商号を変更、それ以外の業務については新たに設立された政府出資法人の新関西国際空港に承継させた。

## 沿革
1984年（昭和59年）10月1日、関西国際空港の設置・運用・管理を行う事業会社として、国・地方自治体・民間の出資で設立された。政府が常時2分の1以上の株式を保有する特殊会社で、政府から債務保証や資金の無利子貸付を受ける一方、営業年度毎の事業計画や社債の募集、資金の借入については国土交通大臣の認可を要した。関西国際空港は、政府系特殊会社とはいえ、空港自体の設置および運用・管理を株式会社組織が行う世界初の国際空港である。
空港や敷地内の諸施設のほか、関西国際空港連絡橋の建設・管理も事業の範囲とされており、このため関空会社は、JR西日本と南海電鉄が乗り入れる関西空港駅～りんくうタウン駅の鉄道事業者（第3種）となっていた。なお、連絡橋の道路部分は、2009年（平成21年）4月29日をもって日本政府が買い取り、日本高速道路保有・債務返済機構が保有し、西日本高速道路が管理している。
1994年（平成6年）の開港以来10年間は赤字が続き、累積損失は2004年（平成16年）3月末現在で2149億6700万円にまで達した。これを受けて政府は経営再建策として、それまでの官僚出身の社長を更迭し、民間の松下電器産業から村山敦を迎えて合理化に取り組ませた。また利子補給金として毎年90億円の政府補給金による公的資金注入を行った。その結果、2005年（平成17年）3月期決算は、純利益が単体43億円、連結44億円となり、開港11年目にして初の黒字化を達成した。その後、経常利益ベースでは黒字を維持、純利益ベースでも2006年（平成18年）3月期と2009年（平成21年）3月期決算は赤字となったものの、その他の期では黒字を出すことに成功している。しかし約1兆2000億円という巨額の債務が影響し、当初1株5万円で発行された株の株価が1円にまで下落する深刻な事態になった。その結果、大阪国際空港（伊丹空港）との経営統合や、関西国際空港については用地の保有・管理とそれ以外業務の上下分離などを骨子とする大規模な業務再編が行われることとなった。

## 分割と再編
国土交通省の成長戦略会議が2010年（平成22年）5月にまとめた「国土交通省成長戦略」の中で、関空会社の巨額債務を解決する方策として、関西国際空港と大阪国際空港の経営を統合し、かつ将来的には事業運営を民間にアウトソースすることで、両空港の事業運営を徹底的に効率化し、そこから生み出される収益により関西国際空港のバランスシートを改善するという方向性が示された。
2011年（平成23年）5月には、関西国際空港及び大阪国際空港の一体的かつ効率的な設置及び管理に関する法律が成立。これにより
1. 関西国際空港と大阪国際空港を一体運営する
2. 政府全額出資の新関西国際空港株式会社を設立する
3. 関西国際空港株式会社の業務は空港用地の保有及び管理を除き新関西国際空港株式会社に承継させる
4. 従前の関西国際空港株式会社は空港用地を新関西国際空港株式会社に有償で貸し付ける

などが決まった。
2012年（平成24年）7月1日、関西国際空港株式会社は会社分割により空港用地の保有及び管理以外の業務を新関西国際空港株式会社に承継させ、同時に関西国際空港土地保有株式会社に商号変更した。また政府は、その保有する関西国際空港株式会社の株式を新関西国際空港株式会社に出資したため、関西国際空港土地保有株式会社の株式の66.47%を新関西国際空港株式会社が保有することとなった。
なお関西国際空港株式会社の債務は、新関西国際空港株式会社が政府保証のある社債など一部を承継し、関西国際空港土地保有株式会社が借入金などその他の債務を承継するが、両社の連帯債務となっている。

## 旧関空会社関連の事件
- 2006年（平成18年）頃から、関西国際空港の未公開株（譲渡制限はない）が、1株当たりの純資産が少額であり上場可能性がほぼないにもかかわらず、無登録の仲介業者によって「上場間近」「値上がり確実」などと偽って売りつけられる行為が見られ[5]、関西空港警察署が捜査している。
- 関空清掃業務受注に絡み、泉井石油商会代表の泉井純一と関西国際空港社長の服部経治を賄賂罪で立件した事件（関空汚職事件）。
- 横浜ヨット小型旅客船爆破事件 - 関西国際空港が発注した船舶が放火された。

## 関連企業
関西国際空港株式会社グループ（KIACグループ）を構成していた関連会社は、2012年1月現在、7社あった。
- 関西国際空港熱供給株式会社

事業認可を受けた供給地区における熱供給事業を行う。
- 関西国際空港情報通信ネットワーク株式会社

100%出資子会社。空港島内における電話やインターネット等の情報・通信サービス事業を行う。
- 関西国際空港給油株式会社（KAFS・カフス）

関西国際空港における給油施設の運用管理、航空機への給油業務、航空機給油車両の整備等の航空燃料に関する業務を行う。
- 関西国際空港施設エンジニア株式会社（KFE）

100%出資子会社。空港島内にある滑走路・ウイングシャトル・建物・道路等の空港施設維持管理業務や環境衛生管理業務を行う。
- 関西国際空港セキュリティ株式会社

100%出資子会社。空港島内における警備・消防・防災・駐車場管理業務を行う。
- 株式会社関西エアポートエージェンシー（KAA）

100%出資子会社。空港内の案内（アイパル）等の旅客サービス業、海外旅行保険の代理店業、免税店等の直営店舗事業
- 関西国際空港用地造成株式会社（KALD）

50%出資。関西国際空港の2期事業用地を造成し、造成用地を関西国際空港株式会社に貸与し、その後譲渡する事業を行う。2012年7月1日に関西国際空港土地保有株式会社に吸収合併された。

### 関空会社と関連がなかった会社
以下の企業は、「関西国際空港」と名前が付いているが、大阪国際空港（伊丹空港）関連の企業であり、関空会社とは資本・人的関連などはなかった。これらの企業は関西国際空港においても事業を行っているので、とりわけ注意を要した。大阪国際空港ターミナル株式会社は、2013年に新関西国際空港株式会社の子会社となり、2016年に新関西国際空港株式会社に吸収合併され解散した。関西国際空港産業株式会社と関西国際空港サービス株式会社は、2019年4月1日より株式会社関西エアポートエージェンシーとの合併により、関西エアポートリテールサービス株式会社となった。現在関西エアポートリテールサービス株式会社は、関西エアポートの100％子会社となっている。
- 関西国際空港産業株式会社
- 関西国際空港サービス株式会社
- 大阪国際空港ターミナル株式会社（旧・関西国際空港ビルディング株式会社、上記2社の親会社）

## 補注